# 서울특별시 서남병원
서울특별시 서남병원은 서울 서남권 대표 공공종합병원으로 친환경시설, 첨단의료장비와 의료정보시스템을 갖추고, 적정진료 및 적정 수가 책정, 간호·간병통합서비스 병동, 호스피스 완화의료센터, 소아재활치료실 등 시민에게 수준 높은 의료서비스를 제공하고 있다.

## 연혁
- 2011년 5월 개원
- 2016년 보건복지부 2주기 의료기관 인증 획득
- 2018년 보건복지부 공공보건의료계획 시행결과 평가 최우수 기관 선정, 공공의료분야평가 우수기관 보건복지부 장관 표창
- 2019년 종합병원 승격 및 지역응급의료기관 지정
- 2020년 2월: 코로나-19 국가지정병원으로 지정

## 진료과목
내과(소화기내과, 순환기내과, 호흡기알레르기내과, 내분비내과, 신장내과, 감염내과), 소아청소년과, 신경과, 정신건강의학과, 외과, 정형외과, 산부인과, 비뇨의학과, 재활의학과, 가정의학과, 치과, 응급의학과, 마취통증의학과, 영상의학과, 진단검사의학과, 병리과